# Tim Matheson
Tim Matheson, rojen kot Timothy Lewis Matthieson, ameriški filmski in televizijski igralec, režiser in producent, * 31. december 1947 Glendale, Kalifornija, ZDA.
Najbolj znan je po vlogah Erica "Otterja" Strattona v komediji Nora šola (1978) in podpredsednika Johna Hoynesa v drami NBC Zahodno krilo. Svoj glas je posodil Jonnyju Questu v animirani seriji Jonny Quest, leta 2019 pa je igral poslovneža Henryja Kaslana v grozljivki Otroška igra.